# 魏根海姆
魏根海姆是德国巴伐利亚州的一个市镇。总面积32.64平方公里，总人口1014人，其中男性523人，女性491人（2011年12月31日），人口密度31人/平方公里。